# Dankivka, Tulciîn
Dankivka (în ucraineană Даньківка) este un sat în comuna Pecera din raionul Tulciîn, regiunea Vinnița, Ucraina.

## Demografie
Componența lingvistică a localității Dankivka
     Ucraineană (99,54%)
     Alte limbi (0,46%)
Conform recensământului din 2001, majoritatea populației localității Dankivka era vorbitoare de ucraineană (99,54%), existând în minoritate și vorbitori de alte limbi.